# Roccastrada
Roccastrada és un municipi situat al territori de la província de Grosseto, a la regió de la Toscana (Itàlia).
Limita amb els municipis de Campagnatico, Chiusdino, Civitella Paganico, Gavorrano, Grosseto, Massa Marittima, Monticiano i Montieri.
Pertanyen al municipi les frazioni de Montemassi, Piloni, Ribolla, Roccatederighi, Sassofortino, Sticciano i Torniella

## Galeria

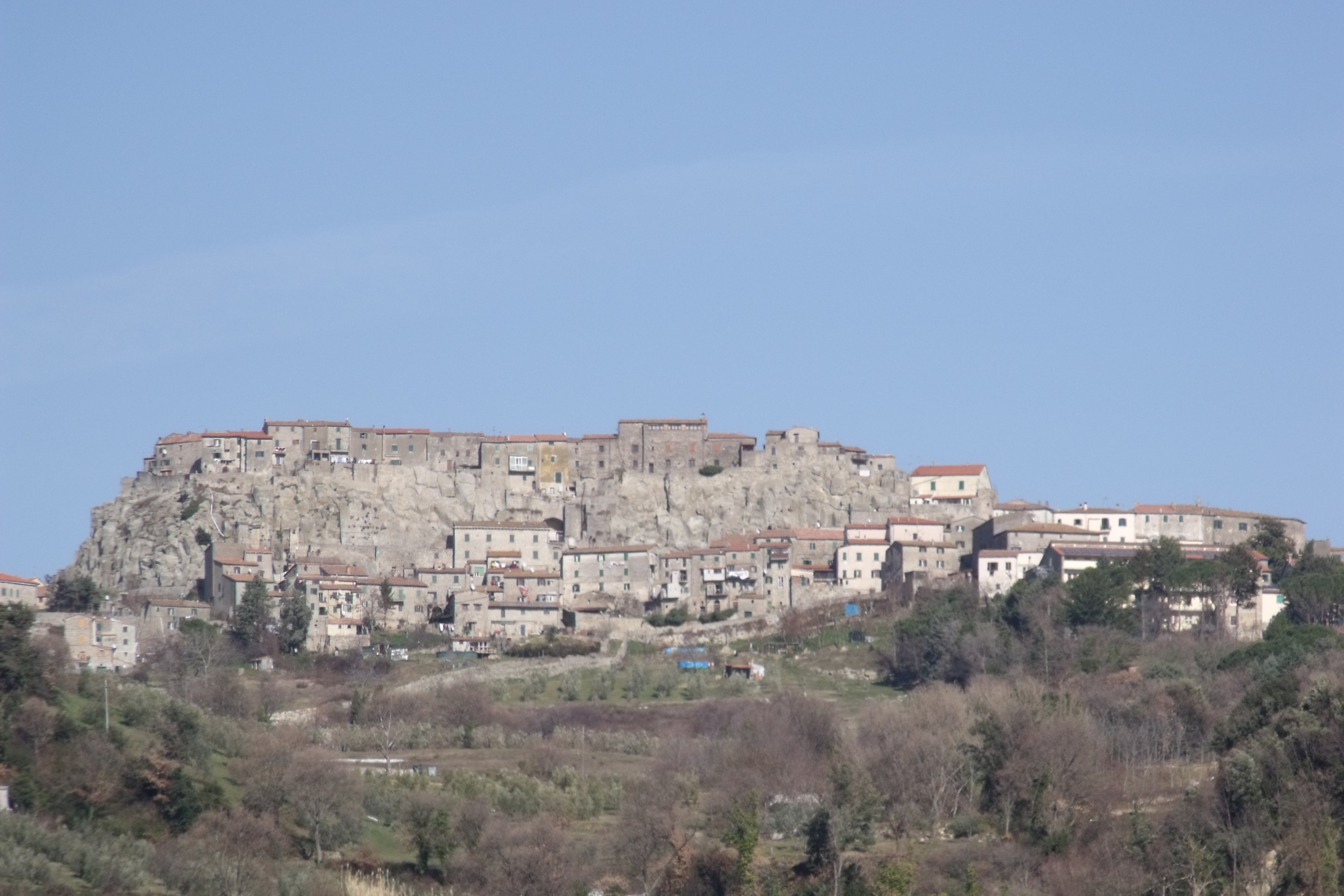
Vista del poble
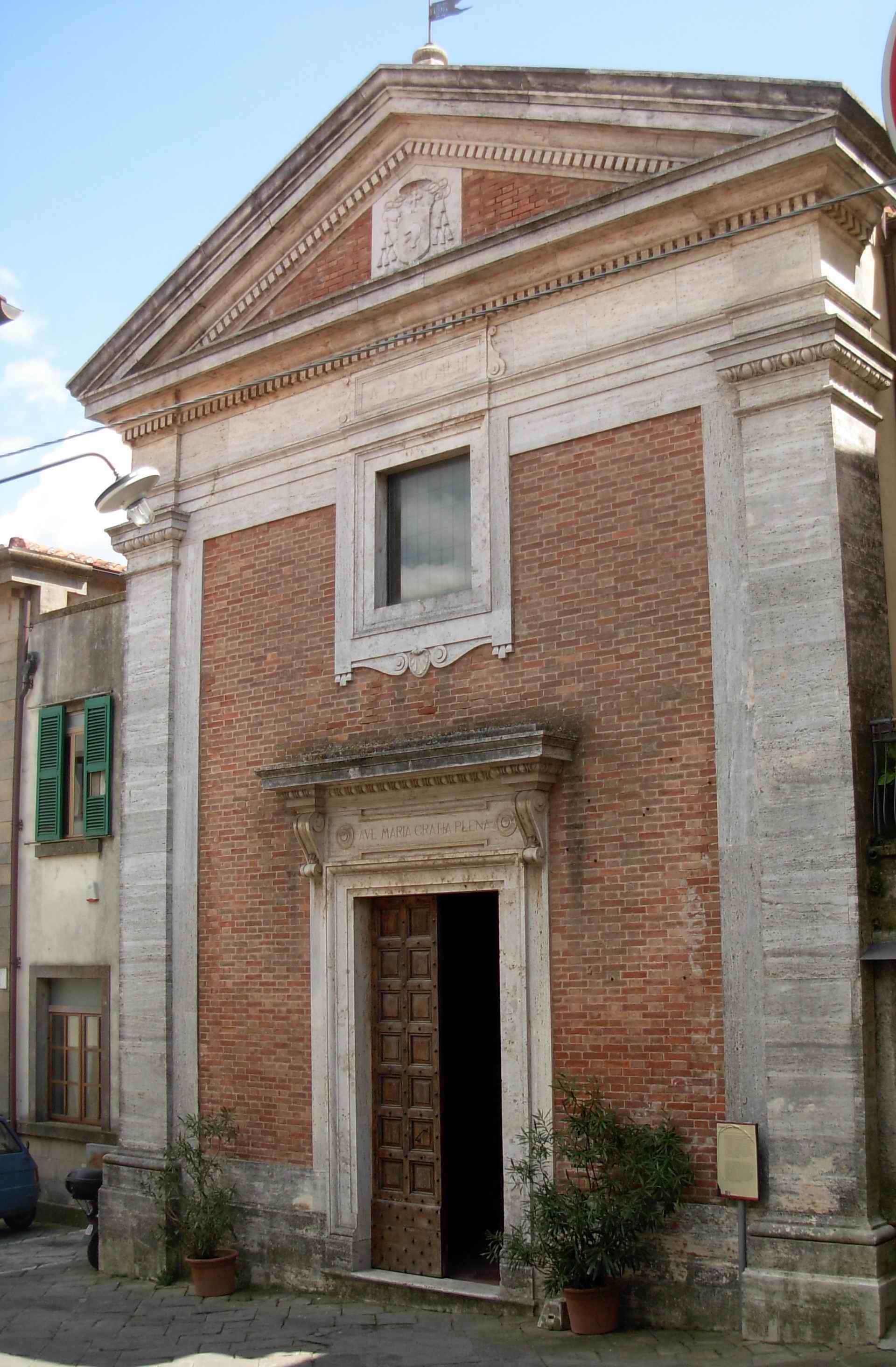
Església de S.Nicolau
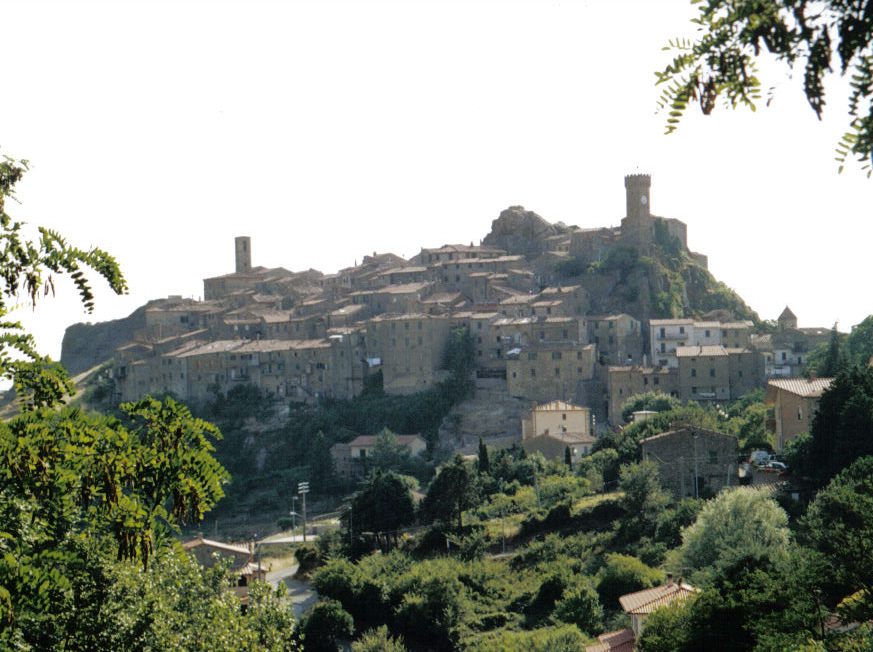
Roccatederighi
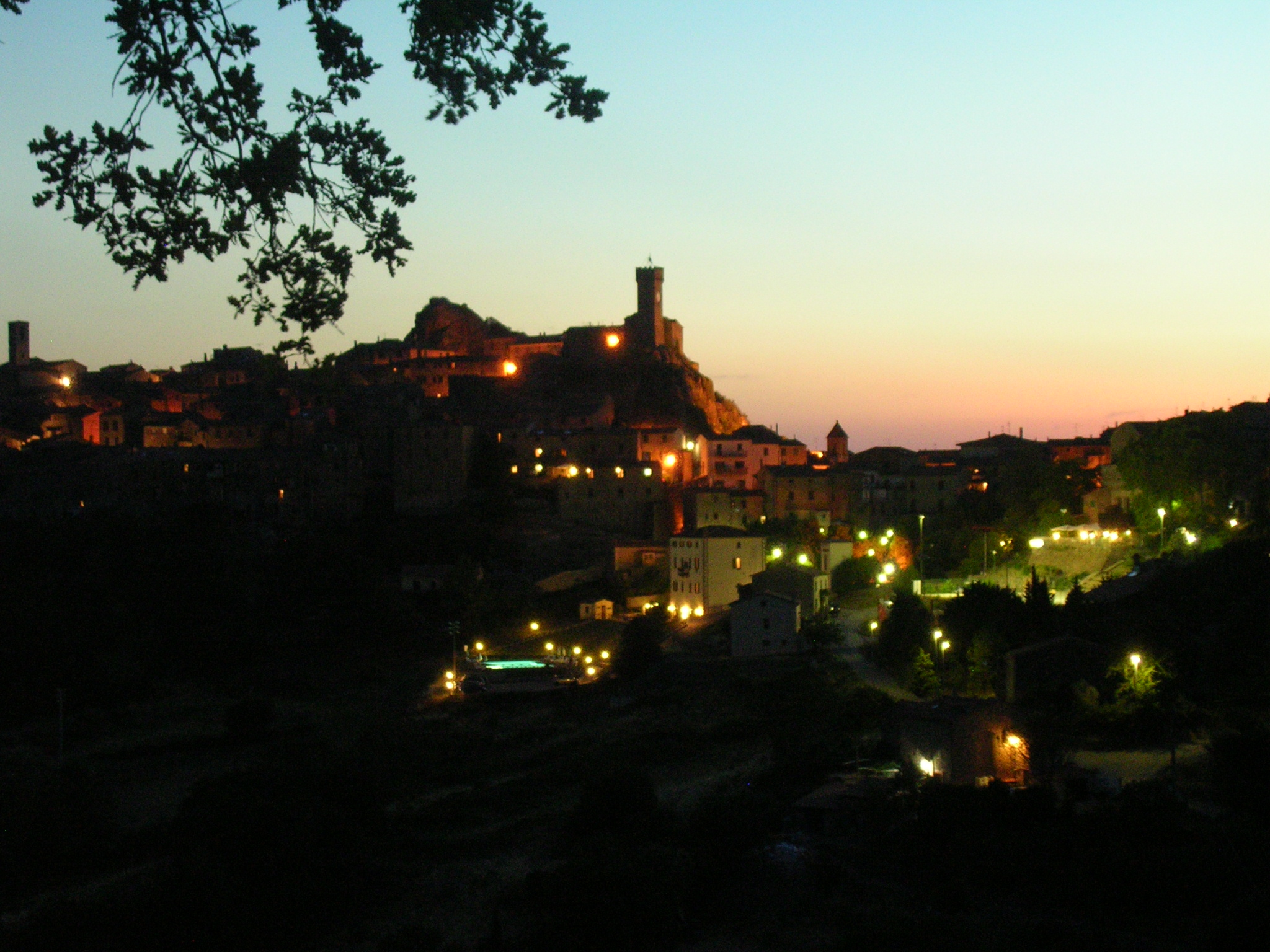
Vista nocturna de Roccatederighi
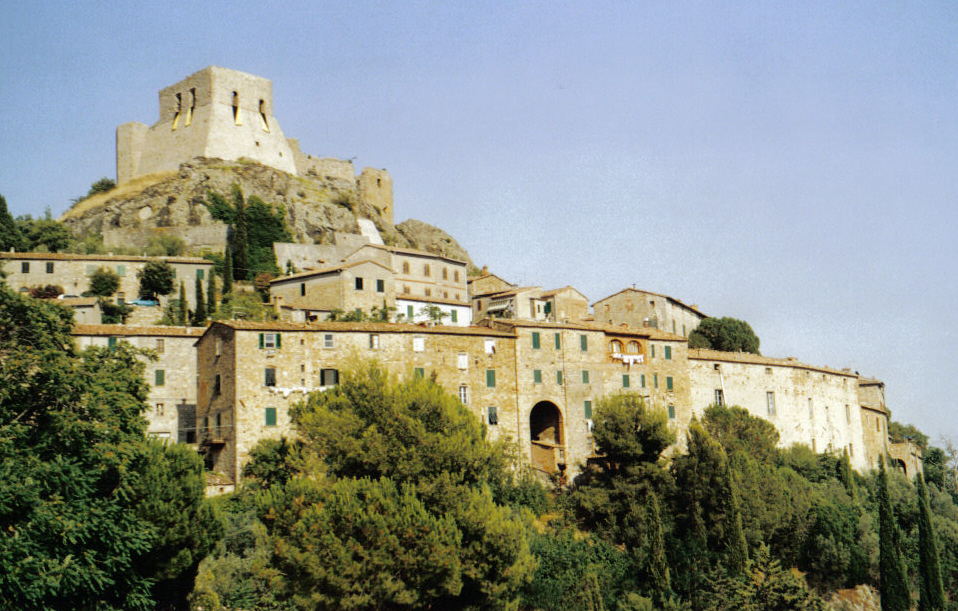
Montemassi
Localització de Roccastrada a la província de Grosseto